# Glyptorhaestus tomostethi
Glyptorhaestus tomostethi là một loài tò vò trong họ Ichneumonidae.